# Date My Mom
Date My Mom è uno dei programmi non musicali di MTV, che ne ha prodotto versioni nazionali, tra cui una britannica.
Nel programma un ragazzo incontra le madri di tre diverse ragazze, che dovrebbero uscire poi con lui. Il ragazzo si sottopone al tiro incrociato delle domande delle signore, senza la possibilità di conoscere le figlie direttamente.
Lo scopo del programma è quello di accoppiare il soggetto con una delle figlie, in una scelta che egli dovrà basare esclusivamente sulla descrizione che le madri faranno delle ragazze, rispondendo alle domande di lui.
Solo al momento della scelta della madre, il protagonista potrà vedere le tre figlie e congratularsi – o pentirsi – della scelta.
La stessa meccanica di gioco, con i dovuti distinguo, si ha in un'altra trasmissione di MTV, Room Raiders.